# Premnornis guttuliger
Premnornis guttuliger là một loài chim trong họ Furnariidae.